# Parachironomus vistosus
Parachironomus vistosus är en tvåvingeart som beskrevs av Analia C.Paggi 1979. Parachironomus vistosus ingår i släktet Parachironomus och familjen fjädermyggor. Inga underarter finns listade i Catalogue of Life.